# Mihai Vodă, Giurgiu
Mihai Vodă (până în 1931, Țigănia) este un sat în comuna Bolintin-Deal din județul Giurgiu, Muntenia, România. Se află în nordul județului, în Câmpia Găvanu-Burdea.
Mihai Vodă este un sat mic, dar are alimentare, o cafenea, biserică, școală cu clasele I-VIII și o cofetărie-patiserie. 
Locuitorii acestui sat sunt primitori și plini de veselie. Pe timpul verii străzile sunt pline de copii, adolescenți, adulți,  chiar și bătrâni care stau pe băncuțe discutând.
În sat nu este un spital, o secție de poliție sau  pompieri, însă în comuna apropiată, Bolintin Deal, se găsesc toate aceste instituții ale statului.